# (If Paradise Is) Half as Nice
"(If Paradise Is) Half as Nice" is een nummer van de Britse rockgroep Amen Corner. Het werd in 1969 als single uitgegeven door Immediate Records, met op de B-kant het nummer "Hey Hey Girl".

## Achtergrond
Het liedje werd oorspronkelijk in 1968 geschreven door Lucio Battisti en Giulio Rapetti voor de Italiaanse zanger Ambra Borelli, met als titel "Il paradiso della vita". Jack Fishman vertaalde het vervolgens naar het Engels.
De eerste platen van Amen Corner werden uitgegeven door Deram Records, maar dit platenlabel werd in het najaar van 1968 verruild voor Immediate Records. Met Shel Talmy als muziekproducent werd "(If Paradise Is) Half As Nice" opgenomen. Deze plaat, de eerste van Amen Corner die werd uitgebracht door het nieuwe label, werd al gauw een groot succes. In februari 1969 stond deze twee weken lang op de eerste plaats in de UK Singles Chart en in 1976 bereikte een heruitgave van de single de vierendertigste plek.

## Hitnoteringen

### Nederlandse Top 40
| Hitnotering: 01-03-1969 t/m 12-04-1969 | Hitnotering: 01-03-1969 t/m 12-04-1969 | Hitnotering: 01-03-1969 t/m 12-04-1969 | Hitnotering: 01-03-1969 t/m 12-04-1969 | Hitnotering: 01-03-1969 t/m 12-04-1969 | Hitnotering: 01-03-1969 t/m 12-04-1969 | Hitnotering: 01-03-1969 t/m 12-04-1969 | Hitnotering: 01-03-1969 t/m 12-04-1969 | Hitnotering: 01-03-1969 t/m 12-04-1969 |
| Week:                                  | 1                                      | 2                                      | 3                                      | 4                                      | 5                                      | 6                                      | 7                                      |                                        |
| -------------------------------------- | -------------------------------------- | -------------------------------------- | -------------------------------------- | -------------------------------------- | -------------------------------------- | -------------------------------------- | -------------------------------------- | -------------------------------------- |
| Positie:                               | 40                                     | 28                                     | 25                                     | 19                                     | 14                                     | 13                                     | 25                                     | uit                                    |

### NPO Radio 2 Top 2000
| Nummer met noteringen in de NPO Radio 2 Top 2000 | '00  | '01  | '02  | '03  | '04  | '05  | '06  | '07  | '08  | '09 | '10  |
| ------------------------------------------------ | ---- | ---- | ---- | ---- | ---- | ---- | ---- | ---- | ---- | --- | ---- |
| (If Paradise Is) Half as Nice                    | 1442 | 1394 | 1229 | 1154 | 1139 | 1501 | 1887 | 1506 | 1469 | -   | 1963 |

1. ↑  Een '-' betekent dat het nummer niet was genoteerd en een vetgedrukt getal geeft de hoogste notering aan.
2. ↑  2000 was het eerste jaar met een notering voor dit nummer.
3. ↑  Deze tabel is bijgewerkt tot en met de laatste editie (2024).

## Trivia
- "(If Paradise Is) Half as Nice" is het allereerste nummer dat is te horen in de populaire Vlaamse sitcom F.C. De Kampioenen. In de allereerste aflevering, De nieuwe truitjes, in de garage van garagehouder Dimitri De Tremmerie (Jacques Vermeire).

- Biblioteca Nacional de España: XX3182823
- MusicBrainz work: 0acdfb4c-8752-4f1c-928d-397a5702c223
- Virtual International Authority File: 178617710